# Heterodermia ciliatomarginata
Heterodermia ciliatomarginata är en lavart som först beskrevs av Linder, och fick sitt nu gällande namn av Essl. Heterodermia ciliatomarginata ingår i släktet Heterodermia och familjen Physciaceae.   Inga underarter finns listade i Catalogue of Life.